# 絶対BLになる世界VS絶対BLになりたくない男
『絶対BLになる世界VS絶対BLになりたくない男』（ぜったいビーエルになるせかいブイエスぜったいビーエルになりたくないおとこ）は、紺吉による漫画作品。ウェブコミック配信サイト『pixivコミック』および『マンガJam』（祥伝社）にて2018年11月7日より連載が開始され、『マンガJam』のサービス終了後は『FEEL web』に移籍して連載されている。2022年9月27日よりくらげバンチにて連載を再開。移籍後、レーベルが変更された。略称は「絶対BL」。2022年4月時点で累計部数は45万部を突破している。

## 沿革
元々は著者が個人的にぽん酢茸の名前でTwitterで発表した作品で、第1話をアップしたところで出版社から連載化の声がかかり、商業連載前の時点でTwitterでの「いいね」が19万超え。初投稿の後日（商業連載前）にはpixivの個人アカウントで投稿し2018年1月投稿分の「pixivコミック月例賞」の大賞を受賞している。「次にくるマンガ大賞2019」Webマンガ部門で11位を受賞し、「WEBマンガ総選挙2019」では4位を受賞した。
2020年1月にはドラマCD化が決定。
2021年、犬飼貴丈主演でテレビドラマ化が決定。同年3月27日にCSテレ朝チャンネル1にて放送された。また同年6月25日にBlu-ray&DVDの発売が決定。特典映像としてメイキング＆キャストインタビューやPRスポット集が収録された。
2021年12月にテレビドラマのシーズン2の制作が決定し、2022年3月20日に放送された。

## あらすじ
主人公は自分のいる世界がボーイズラブ漫画の世界であると気付いていたが、自分がイケメンではなくモブであることに安心し、貞操の心配をせずに生活を送っていた。しかし「普通」属性がボーイズラブの世界ではメインに据えられやすいことを知った主人公は、男同士が恋に落ちるようにできているこの世界に負けないと固く誓うのであった。そんな主人公が周囲で繰り広げられるボーイズラブを傍観しつつ、巻き込まれそうになったら上手にかわし、心の中でツッコミを入れていく物語。

## 登場人物
「声」はドラマCD版、「演」はテレビドラマ版。

### 主人公の大学
主人公
声 - 中島ヨシキ / 演 - 犬飼貴丈
大学生。モブキャラのため名前不明。猫と巨乳の女性が好き。
滝本（たきもと）
演 - 草地稜之
主人公の友達で、宅飲みをするメンバー。大学生。秋人と交際している。属性は「クール」「男前」。
秋人（あきひと）
演 - 濱正悟
主人公の友達で、宅飲みをするメンバー。大学生。滝本と交際している。属性は「苦学生」「恥ずかしがり屋」。
七原 洋司（ようじ）
主人公の友達で、宅飲みをするメンバー。大学生。マサヤと交際している。属性は「ツンデレ」「美人」。
マサヤ
主人公の友達で、宅飲みをするメンバー。大学生。洋司と交際している。属性は「強気」「絶倫」。
涼太（りょうた）
主人公の友達。斗真と交際している。属性は「元気」「天然」。
斗真（とうま）
演 - 小林亮太
主人公の友達。涼太と交際している。属性は「イケメン」「ノンケ」→「執着」。
真山 真純（まやま ますみ）
声 - 岡本信彦 / 演 - 和田颯
ボーイズラブ漫画家。現役大学生。人間観察力に長けている。ペンネームは「綾小路マーヤ」。属性は「腐男子」「自信家」。
水元
声 - 増田俊樹
現役大学生。人の心が読める特殊能力を持っている。女性からの人気が高い。
小賀
声 - 榎木淳弥
大学生。属性は「不運」。

### 綾人の高校
綾人（あやと）
声 - 土田玲央 / 演 - ゆうたろう
主人公の弟。高校2年生。属性は「モブ」「高校生」。
東條（とうじょう）
声 - 江口拓也 / 演 - 塩野瑛久
綾人の親友。綾人に告白をした。高校では生徒会長を務めている。嘘をつく時に相手の目を覗きこむように見る癖がある。身長は182cm。属性は「イケメン」「策略家」。
柳（やなぎ）
声 - 下野紘 / 演 - 田村心
綾人の友達。綾人に密かに思いを寄せている。当て馬。家族に姉がいる。属性は「かわいい」「三角関係」。
三郷（みさと）
声 - 天﨑滉平
関西弁で話す転校生。幼稚園の時に綾人と結婚の約束をした。属性は「やんちゃ」「ワンコ」。
旗野
声 - 羽多野渉 / 演 - 世古口凌
綾人の友達。学校では東條と女子の人気を二分するくらいのイケメン。過去に主人公に助けられたことを覚えており、思いを募らせてきた。主人公が綾人の兄だと知り、突然主人公の家に押し掛けて告白したが、自分がまだ未成年であり脈がないことを悟ると話を保留にした。
秀才
生徒会の副会長。
河相
生徒会の役員。
椋木
生徒会の役員。
 ???
声 - 千葉翔也
旗野のクラスメイト。

### ペット
ミーコ
主人公の家の猫。オス。去勢済み。
おもち
東條の家の犬。

## 書誌情報
- 紺吉『絶対BLになる世界VS絶対BLになりたくない男』祥伝社〈フィールコミックスFC Jam→フィールコミックス〉→新潮社〈バンチコミックスコラル〉、既刊5巻（2024年10月8日時点）
  1. 2019年4月8日発売[22][23]、ISBN 978-4-396-79130-8
  2. 2020年12月24日発売[24]、ISBN 978-4-396-79173-5
  3. 2022年4月8日発売[25]、ISBN 978-4-396-79211-4
  4. 2023年8月8日発売[26]、ISBN 978-4-10-772625-4
  5. 2024年10月8日発売[27]、ISBN 978-4-10-772757-2
- 紺吉『絶対BLになる世界＆絶対BLにならない高校生活』新潮社〈バンチコミックスコラル〉、既刊1巻（2025年4月9日時点）
  1. 2025年4月9日発売[28]、ISBN 978-4-10-772818-0

## ドラマCD
- 『絶対BLになる世界VS絶対BLになりたくない男』
  1. 第1弾、2020年4月発売[16]
  2. 第2弾、2021年5月発売[29]
  3. 第3弾、2022年10月発売[18]
  4. 第4弾、2023年8月発売[30]
  5. 第5弾、2024年11月発売[19]
- 『絶対BLになる世界＆絶対BLにならない高校生活』
  1. 第1弾、2025年7月発売[31]

## テレビドラマ
2021年3月27日・2022年3月20日にテレ朝チャンネル1にて放送されたテレビドラマ。主演は犬飼貴丈。原作では主人公の青年に明確な名前はなく主人公とされているが、ドラマでは便宜上、モブ（モブキャラクター）と呼称される。キャッチコピーは『恋するものたちよ、かかって来い！オレだけはキュンしないからな！』。
単行本第4巻のエピソードを描いた『絶対BLになる世界VS絶対BLになりたくない男 2024』は2024年4月23日にLeminoにて独占配信された。

### あらすじ
主人公・モブは、ある日、登場人物たちが必ず「BL（ボーイズラブ）」になってしまうBL漫画の世界の住人だと気づいた。“モブ”という役柄が示す通り、"平凡な容姿"・"平凡なスペック"の持ち主であるため、主役ではなく、あくまで群衆の中の一人として生活していた。
しかし、日常の何気ない出来事に胸キュンしたり、ときめきを覚える"BL事案"が次々と身の回りに起こる。元来、女の子好きなモブは、BL恋愛に発展しそうなシチュエーションを回避するために自らBL漫画を大量に読み漁り、事前に回避する知恵や知識を得たが、そこは「BLの世界」。
華やかな主役の陰で、目立たない平凡なモブキャラを好む"スピンオフ"なシチュエーションが新たに生まれては、次から次へと襲い掛かかってくる。果たしてモブは抗いきれるのか？

### キャスト
- モブ - 犬飼貴丈
- 綾人 - ゆうたろう
- 菊池 - 伊藤あさひ
- 東條 - 塩野瑛久
- 内海 - 小南光司
- 加地 - 北村諒
- 咲田 - 栗山航
- 真山 - 和田颯（Da-iCE）〈特別出演〉
- 光 - 中本大賀（円神）
- 滝本 - 草地稜之（円神）
- 亮太 - 矢部昌暉（DISH//）
- 黒田 - 宇野結也
- 優希 - 宇佐卓真
- 斗真 - 小林亮太
- 秋人 - 濱正悟
- 柳 - 田村心
- 臼井 - こんどうようぢ
- 三崎 - 定本楓馬
- 瞬 - 本田響矢
- 三好 - 砂川脩弥
- 春生 - 坂田秀晃
- オカン ‐ 舟木幸

S2のみ
- 五十嵐 - 猪塚健太
- 山崎 - 井手上漠
- 湯川 - 瀧澤翼（円神）
- 鈴野 - 池田匡志
- 泉 - 平井雄基
- 南 - 富樫慧士
- 真弓 - 桑原勝
- 筧 - 大平修蔵
- 克己 - A.rik（円神）
- 青柳 - 庄司浩平
- 光輝 - 坪根悠仁

2024のみ
- 旗野 - 世古口凌
- 条司 - 富永勇也
- - 小林希大
- - 溝口雄大
- - 大津夕陽
- - 八神慶仁郎
- - 緑川青真
- - 黒条奏斗
- - 伊藤尚史
- - 大川航
- - 吉川康太
- - 中村嘉惟人
- - 太田将熙
- - 鬼倉龍大
- - 宮内巽
- - 古賀瑠
- - 脳みそ夫
- - 宗像隼司
- 渚 - KOH
- - 瀬名陽斗
- - 堀海登
- - 関隼汰
- - 荒井啓志
- - 百瀬拓実
- - 鈴々木響
- - 渡辺優哉
- 応援団長 - チャンス大城
- - 弓削湊

### スタッフ
- 原作 - 紺吉『絶対BLになる世界VS絶対BLになりたくない男』（祥伝社）
- 脚本 - 川﨑いづみ
- 監督 - 三木康一郎
- 主題歌 - Da-iCE「Bubble Love」（avex trax）
- 音楽 - 小山絵里奈
- 制作協力 - ファインエンターテイメント
- 製作・著作 - テレビ朝日